# São Mamede de Recezinhos
São Mamede de Recezinhos, ou oficialmente Recezinhos (São Mamede), é uma freguesia portuguesa do município de Penafiel, com 3,78 km² de área e 1364 habitantes (censo de 2021). A sua densidade populacional é 360,8 hab./km².

## Demografia
A população registada nos censos foi:
| Distribuição da População por Grupos Etários | Distribuição da População por Grupos Etários | Distribuição da População por Grupos Etários | Distribuição da População por Grupos Etários | Distribuição da População por Grupos Etários |
| -------------------------------------------- | -------------------------------------------- | -------------------------------------------- | -------------------------------------------- | -------------------------------------------- |
| Ano                                          | 0-14 Anos                                    | 15-24 Anos                                   | 25-64 Anos                                   | > 65 Anos                                    |
| 2001                                         | 347                                          | 255                                          | 782                                          | 144                                          |
| 2011                                         | 272                                          | 195                                          | 782                                          | 190                                          |
| 2021                                         | 183                                          | 165                                          | 761                                          | 255                                          |